# Samuele Battistella
Samuele Battistella (* 14. November 1998 in Castelfranco Veneto) ist ein italienischer Radrennfahrer.
Bei den Weltmeisterschaften 2019 in Yorkshire wurde Battistella Weltmeister, nachdem der Niederländer Nils Eekhoff als Sprintsieger einer siebenköpfigen Spitzengruppe vor Battistella wegen verbotenen Windschattenfahrens hinter einem Begleitfahrzeug nach einem Sturz auf den ersten 100 Kilometern des Rennens disqualifiziert wurde.
Zur Saison 2020 wurde Battistella vom UCI WorldTeam NTT Pro Cycling unter Vertrag genommen und wechselte nach Saisonende zum Team Astana-Premier Tech, für das er 2021 mit der Veneto Classic sein erstes Rennen der ersten UCI-Kategorie gewann.

## Erfolge
2016
- Trofeo Buffoni

2018
- GP Santa Rita
- eine Etappe und Punktewertung Grand Prix Priessnitz

2019
- GP La Torre
- Giro del Belvedere
- Gesamtwertung und eine Etappe Tour of Limpopo
- Weltmeister – Straßenrennen (U23)

2022
- Veneto Classic

## Grand-Tour-Platzierungen
| Grand Tour            | 2021 | 2022 | 2023 | 2024 |
| --------------------- | ---- | ---- | ---- | ---- |
| Giro d’ItaliaGiro     | 81   | –    | DNF  | –    |
| Tour de FranceTour    | –    | –    | –    | –    |
| Vuelta a EspañaVuelta | –    | DNF  | 121  | –    |